# Joanna Brouk
Joanna Brouk, později Joanne (20. února 1949 – 28. dubna 2017), byla americká skladatelka elektronické hudby. 
Pocházela ze St. Louis v Missouri, později se usadila v Kalifornii. Studovala literaturu na Kalifornské univerzitě v Berkeley a následně hudbu u Roberta Ashleyho a Terryho Rileyho na Mills College. Její hudba byla poprvé veřejně uvedena v rádiu v říjnu 1972. V první polovině osmdesátých let vydala několik kazet, poté přestala tvořit hudbu a začala se věnovat psaní (hry, poezie) a uváděla též pořad na rozhlasové stanici KPFA. Její sebrané nahrávky – jak ty vydané v osmdesátých letech, tak archivní dosud nevydané – vyšly v roce 2016 na dvojalbu Hearing Music.

## Diskografie
- Healing Music (1981)
- The Space Between (1981)
- Sounds of the Sea (1981)
- Golden Swan (1983)
- The Healing Touch (1986)
- Music of the Heart: Chopin and Sand (1989)
- Hearing Music (2016)